# Владимир Орлов (граф)
Владѝмир Григо̀риевич Орло̀в (на руски: Владимир Григорьевич Орлов) е руски граф.
Роден е на 19 юли (8 юли стар стил) 1743 година в семейството на генерал Григорий Орлов. Той е най-малкият от петимата братя Орлови, които заемат висши постове при управлението на императрица Екатерина II. След като учи три години в Лайпцигския университет, през 1766 година е назначен за помощник на президента на Императорската академия на науките Кирил Разумовски. През 1774 година се оттегля от този пост и от императорския двор в своето имение в Подмосковието.
Владимир Орлов умира на 12 март (28 февруари стар стил) 1831 година в Москва.